# Eladia Montesino-Espartero Averly
Eladia Montesino-Espartero Averly (Madrid, España, 13 de octubre de 1897 - Madrid, 19 de mayo de 1999) fue la primera mujer que voló en España. Además fue profesora, escritora y poetisa española.

## Biografía
Nació en Madrid el 13 de octubre de 1897. Era la hija primogénita de Luis Montesino-Espartero  fundador y director de la primera escuela civil de pilotos de España y de Ana Averly Lasalle, Marqueses de Morella, Duques de la Victoria, Condes de Luchana y Grandes de España. Era biznieta del General Espartero y nieta de Cipriano Segundo Montesino–Duque de la Victoria, político y científico nacido en Valencia de Alcántara (Cáceres), primer ingeniero industrial español y Presidente de la Academia de Ciencias y de Antonio Averly ingeniero civil de Lyon.
Se educó en los colegios de las B.V.M de Zalla (Vizcaya), Irlandesas y Notre Dame de Madrid en donde aprendió inglés y francés, cuya enseñanza impartiría más tarde en el Instituto de Enseñanza Media y Escuelas Normales de Cáceres.
En 1918 durante la Primera Guerra Mundial colaboró con la Cruz Roja en Burdeos aprovechando la estancia de su padre Luis Montesino-Espartero, ingeniero industrial graduado en l´Ecole Centrale de París, relacionado con la incipiente aviación comercial en aquella localidad francesa.
Introductor y representante en España de la Société des lignes Latécoére (Compagnie générale aéropostale) inauguró el servicio postal Toulouse-Casablanca con escala en Barcelona que más tarde adquirida por el Gobierno francés se convertiría en Air France . Por cuenta de aquella, trajo a España tres aparatos para el servicio postal aéreo Madrid- Alicante - Málaga desde Cuatro Vientos. El primero de ellos fue bautizado por su hija Eladia que tuvo su bautismo aéreo con el piloto francés Boulard el 18 de junio de 1919 en el aródromo de Cuatro Vientos siendo por tanto la primera mujer que voló en España. 
Al año siguiente lo haría con el piloto francés Boulard desde Madrid a Alicante y Málaga inaugurando así el primer servicio aéreo postal sobrevolando Sierra Nevada a 3.500 metros de altitud.
Contrajo matrimonio el 4 de noviembre de 1926 en la Iglesia de los Jerónimos de Madrid con Pedro Romero Mendoza, escritor y periodista, interventor de Fondos de la Administración Local y con el que tuvo ocho hijos.
Fue colaboradora en la revista “Cristal” siendo director José Ibarrola Muñoz y, en “Alcántara” dirigida por su marido al que ayudaría habitualmente en la corrección y revisiones de sus libros.
Tiene publicado tan solo un librito de poesías que según Valeriano Gutiérrez Macías  «es un volumen de composiciones sencillas, sinceras, entrañables, religiosas y profanas. Un pequeño poemario íntimo. Una alianza amorosa… En sus versos, bellos por sencillos, sencillos por perfectos, se adentra en el fondo del tiempo; rememora con transparencia, con la luminosidad del cristal, sus quereres y nos transporta a un ayer tan sublime, tan auténtico que se nos semeja propios, sin embargo, Eladia es poetisa poco pródiga en su producción…»
Falleció en Madrid el 19 de mayo de 1999 a los 101 años.